# Teorema rachetei de tenis

Axele principale ale unei rachete de tenis.

Video compozit al unei rachete de tenis rotită în jurul celor trei axe – cea intermediară se întoarce de la marginea deschisă la marginea întunecată

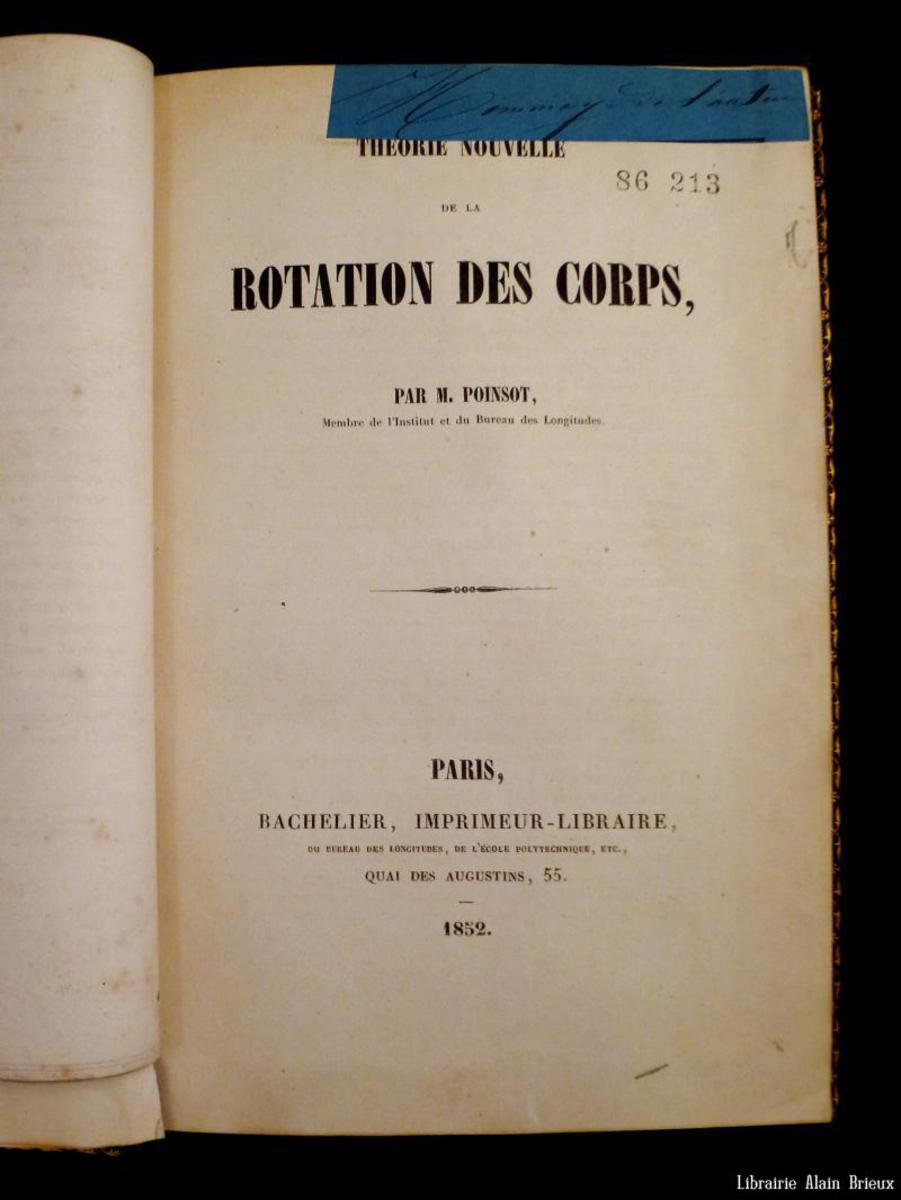
Pagina de titlu a lucrării „Théorie Nouvelle de la Rotation des Corps”, ediție din 1852

Teorema rachetei de tenis sau teorema axei intermediare este un rezultat din mecanica clasică care descrie mișcarea unui corp rigid care are trei momente de inerție principale distincte. Fenomenul este numit și efectul Djanibekov, după cosmonautul sovietic Vladimir Djanibekov⁠(d), care a observat una dintre consecințele logice⁠(d) ale teoremei în timp ce se afla în spațiu în 1985, deși efectul era deja cunoscut cu cel puțin 150 de ani înainte de aceasta și fusese inclus într-o carte a lui Louis Poinsot în 1834.
Teorema descrie următorul efect: rotațiile unui obiect în jurul primei și a treia axe principale sunt stabile, în timp ce rotația în jurul celei de a doua axe principale (sau axa intermediară) nu este.
Acest lucru poate fi demonstrat cu următorul experiment: se ține o rachetă de tenis de mâner, cu fața la orizontală, și se aruncă în aer, astfel încât să efectueze o rotație completă în jurul axei orizontale perpendiculare pe mâner, apoi se prinde din nou de mâner. În aproape toate cazurile, în timpul acelei rotații, fața va efectua și ea o jumătate de rotație, astfel încât acum racheta este cu cealaltă față orientată în sus. Este ușor în schimb să se arunce racheta astfel încât să se rotească în jurul axei mânerului (ê1 în diagramă), mișcare care nu mai este însoțită de semirotația în jurul altei axe; de asemenea, ea se poate roti și în jurul axei verticale perpendiculare pe mâner (ê3) tot fără nicio altă semirotație.
Experimentul poate fi efectuat cu orice obiect care are trei momente diferite de inerție, de exemplu cu o carte, o telecomandă sau un smartphone. Efectul apare ori de câte ori axa de rotație⁠(d) diferă doar puțin de a doua axă principală a obiectului; rezistența aerului sau gravitația nu sunt necesare.

## Teorie

O vizualizare a instabilității axei intermediare. Modulul momentului cinetic și energia cinetică a unui obiect care se rotește sunt ambele conservate. Ca rezultat, vectorul viteză unghiulară rămâne la intersecția a două elipsoide.

Teorema rachetei de tenis poate fi analizată calitativ cu ajutorul ecuațiilor lui Euler. În condiții fără cuplu, acestea iau următoarea formă:{\displaystyle {\begin{aligned}I_{1}{\dot {\omega }}_{1}&=(I_{3}-I_{2})\omega _{3}\omega _{2}~~~~~~~~~~~~~~~~~~~~{\text{(1)}}\\I_{2}{\dot {\omega }}_{2}&=(I_{1}-I_{3})\omega _{1}\omega _{3}~~~~~~~~~~~~~~~~~~~~{\text{(2)}}\\I_{3}{\dot {\omega }}_{3}&=(I_{2}-I_{1})\omega _{2}\omega _{1}~~~~~~~~~~~~~~~~~~~~{\text{(3)}}\end{aligned}}}Aici, cu {\displaystyle I_{1},I_{2},I_{3}} se notează momentele principale de inerție ale obiectului și se presupune că {\displaystyle I_{1}<I_{2}<I_{3}} . Vitezele unghiulare în jurul celor trei axe principale ale obiectului sunt {\displaystyle \omega _{1},\omega _{2},\omega _{3}} iar derivatele lor în timp sunt notate cu {\displaystyle {\dot {\omega }}_{1},{\dot {\omega }}_{2},{\dot {\omega }}_{3}}.

### Rotație stabilă în jurul primei și celei de a treia axe principale
În situația în care obiectul se rotește în jurul axei cu moment de inerție {\displaystyle I_{1}}, pentru a determina natura echilibrului, se pornește cu viteze unghiulare inițiale mici de-a lungul celorlalte două axe. Ca urmare, conform ecuației (1), {\displaystyle ~{\dot {\omega }}_{1}} este foarte mic. Prin urmare, dependența de timp a lui {\displaystyle ~\omega _{1}} poate fi neglijată.
Apoi, diferențiind ecuația (2) și înlocuind {\displaystyle {\dot {\omega }}_{3}} din ecuația (3),{\displaystyle {\begin{aligned}I_{2}{\ddot {\omega }}_{2}&=(I_{1}-I_{3})\omega _{1}{\dot {\omega }}_{3}\\I_{3}I_{2}{\ddot {\omega }}_{2}&=(I_{1}-I_{3})(I_{2}-I_{1})(\omega _{1})^{2}\omega _{2}\\{\text{adică }}~~~~{\ddot {\omega }}_{2}&={\text{(cantitate negativă)}}\cdot \omega _{2}\end{aligned}}}pentru că {\displaystyle I_{2}-I_{1}>0} și {\displaystyle I_{1}-I_{3}<0}.
Se observă că {\displaystyle \omega _{2}} este opusă și astfel rotația în jurul acestei axe este stabilă pentru obiect.
Un raționament similar are ca rezultat că rotația în jurul axei cu moment de inerție {\displaystyle I_{3}} este de asemenea stabilă.

### Rotație instabilă în jurul celei de-a doua axe principale
Acum se aplică aceeași analiză asupra axei cu moment de inerție {\displaystyle I_{2}.} De data aceasta {\displaystyle {\dot {\omega }}_{2}} este foarte mic. Prin urmare, dependența de timp a lui {\displaystyle ~\omega _{2}} poate fi neglijată.
Diferențiind ecuația (1) și înlocuind {\displaystyle {\dot {\omega }}_{3}} în ecuația (3),{\displaystyle {\begin{aligned}I_{1}I_{3}{\ddot {\omega }}_{1}&=(I_{3}-I_{2})(I_{2}-I_{1})(\omega _{2})^{2}\omega _{1}\\{\text{adică}}~~~~{\ddot {\omega }}_{1}&={\text{(cantitate pozitivă)}}\cdot \omega _{1}\end{aligned}}}Se observă că {\displaystyle \omega _{1}} nu este opusă (și, prin urmare, va crește) și astfel rotația în jurul celei de-a doua axe este instabilă. Prin urmare, chiar și o mică perturbare de-a lungul celorlalte axe face ca obiectul să se „întoarcă”.